# Глісно (гміна Любневиці)
Глісно (пол. Glisno) — село в Польщі, у гміні Любневиці Суленцинського повіту Любуського воєводства.
Населення — 761 особа (2011).
У 1975-1998 роках село належало до Гожовського воєводства.

## Демографія
Демографічна структура станом на 31 березня 2011 року:
|          | Загалом | Допрацездатний вік | Працездатний вік | Постпрацездатний вік |
| -------- | ------- | ------------------ | ---------------- | -------------------- |
| Чоловіки | 392     | 81                 | 288              | 23                   |
| Жінки    | 369     | 63                 | 218              | 88                   |
| Разом    | 761     | 144                | 506              | 111                  |